# 法伯病
法伯病（英語：Farber disease），又名法伯脂肪肉芽肿病、神经酰胺酶缺乏症、纤维细胞性异常粘多糖病、脂肪肉芽肿病:545，是一种极为罕见的（迄今为止全球已报道80例）常染色体隐性溶小體儲積症，其特征为神经酰胺酶缺乏，导致脂肪物质鞘脂积累，进而导致关节、肝、喉、组织及中樞神經系統异常。正常情况下，神经酰胺酶可分解人体细胞中的脂肪，而法伯病患者体内负责产生此酶的基因发生突变，因此脂肪物质不能分解，积聚在人体各个部位。

## 命名
法伯病以美国儿科病理学家西德尼·法伯的姓氏命名。

## 遺傳病學
法伯病被認為与ASAH1基因缺陷有关。

## 診斷
法伯病通常於新生兒出生後幾週即會發作，也可能於晚年發生。帶有法伯病之經典型態的孩子通常會在出生後幾週即有症狀。症狀可能包含中度生理能力困難以及吞嚥困難。 患者的肝、腎、心臟也可能受到感染。隨著病程發展，其他症狀可能包含嘔吐、關節炎、（淋巴結）腫脹、關節腫脹、關節攣縮（關節附近之肌肉或肌腱慢性流失）、聲音沙啞、關節附近之黃瘤增厚。 有呼吸困難之患者可能需要插管。

## 治療
There is no specific treatment for Farber disease. Corticosteroids may be prescribed to relieve pain. Bone marrow transplants may improve granulomas (small masses of inflamed tissue) on patients with little or no lung or nervous system complications. Older patients may have granulomas surgically reduced or removed.

## 预测
多数法伯病患儿2岁便死于肺病。最严重者出生后不久便诊断出肝脾大，後者通常6个月内死亡。